# Свєчников Сергій Іванович
Свєчников Сергій Іванович — радянський, український актор. Нагороджений Грамотою Президії Верховної Ради України.
Народ. 5 грудня 1952 р. у м. Дніпродзержинськ в родині службовця. Закінчив акторський факультет Всесоюзного державного інституту кінематографії (1972).
З 1972 р. — актор Київської кшостудії ім. О. П. Довженка.
Був членом Спілки кінематографістів України.
Помер 20 листопада 1991 р. в Києві.

## Фільмографія
Знявся у стрічках: «Майська ніч» (батрак), «Прості турботи» (Сашко Кравченко), «Не віддавай королеву» (Геннадій), «Там вдалині, за рікою» (Стригунцов), «Час — московський» (Валько), «Блакитні блискавки» (Васнецов), «Незручна людина» (1978), «Дипломати мимоволі» (Петро), «…той стане всім…» (1975, Володимир, «Таджикфільм»), «Мужність» (1981, Слєпцов), «Довгий шлях у лабіринті» (Ревзів), «Житіє святих сестер» (Семен), «Стратити немає можливості» (Іванов), а також в епізодах фільмів: «Випадкова адреса», «Ефект Ромашкіна», «Бунтівний „Оріон“», «Юркові світанки», «Київські зустрічі», «Я — Хортиця», «Далі польоту стріли» (1990), «На ясний вогонь», «Полковник у відставці» та ін.